# Juego cruzado entre plataformas
En los videojuegos con funcionalidad de juego en línea, la característica llamada juego cruzado entre plataformas, o también juego de compatibilidad cruzada, juego multiplataforma o crossplay describe la capacidad de los jugadores que usan diferentes hardware de videojuegos para jugar entre sí simultáneamente. Se aplica comúnmente a la capacidad de los jugadores que usan un juego en una consola de videojuegos específica para jugar junto con un jugador en una plataforma de hardware diferente, como otra consola o una computadora. Un concepto relacionado es el guardado cruzado, donde el progreso del jugador en un juego se almacena en servidores separados y se puede continuar en el juego pero en una plataforma de hardware diferente.
El juego cruzado está relacionado pero es distinto de la noción de desarrollo multiplataforma, que utiliza lenguajes y herramientas de software para permitir la implementación de software en múltiples plataformas. El juego multiplataforma también es un concepto distinto de la capacidad de permitir que un jugador juegue un juego en diferentes plataformas de hardware, a menudo solo teniendo que comprar el título para un solo sistema para tener acceso a él en otros sistemas, y conservando su progreso en el juego a través el uso de almacenamiento en la nube o técnicas similares.
El juego cruzado entre plataformas, si bien es técnicamente factible con el hardware de la computadora actual, generalmente se ve obstaculizado por dos factores. El primer factor es la diferencia en los esquemas de control entre las computadoras y las consolas, con los controles de teclado y mouse que generalmente brindan a los jugadores de computadora una ventaja abarcada por disponer de más botones de acción que los mandos de las consolas. El segundo factor se relaciona con los servicios en línea cerrados que se utilizan en las consolas que están diseñadas para proporcionar un entorno seguro y consistente para sus jugadores, por lo tanto se requiere de la cooperación de las empresas del videojuego para abrirse al juego cruzado en multiplataforma. Hasta septiembre de 2018, Sony Interactive Entertainment había restringido el juego multiplataforma de PlayStation 4 con otras consolas, creando una brecha entre los jugadores de juegos populares como Rocket League y Fortnite Battle Royale. En septiembre de 2018, Sony cambió su postura y abrió la prueba beta para el juego multiplataforma de Fortnite. Sony declaró oficialmente que permitirá que cualquier desarrollador admita el juego multiplataforma en octubre de 2019.

## Trasfondo
Antes de la séptima generación de consolas de videojuegos, los videojuegos generalmente se desarrollaban para una sola consola y solo unos pocos juegos recibían lanzamientos multiplataforma en varias consolas. Esto se debió a la arquitectura de procesamiento única de cada consola, lo que hizo que el desarrollo de cada una fuera un ecosistema cerrado y requiriera un esfuerzo adicional para migrar a otros sistemas. Con la séptima generación de consolas, en la que los sistemas de consola usaban un hardware de procesador similar al de las computadoras personales, el desarrollo multiplataforma tanto para consolas como para computadoras se volvió mucho más fácil de lograr usando bibliotecas de software estándar, motores de juegos y lenguajes de secuencias de comandos que aíslan detalles específicos de la plataforma de los elementos específicos para el juego en sí. Tales herramientas permitieron que los juegos se lanzaran simultáneamente para múltiples plataformas.
Con la disponibilidad de Internet, los juegos han incluido componentes multijugador en línea, lo que permite que dos o más usuarios jueguen simultáneamente en diferentes sistemas informáticos. Los juegos lanzados para una plataforma pueden aprovechar las bibliotecas de red específicas de la plataforma para lograr esto, como la capa Winsock para Microsoft Windows. Estos juegos no podrían jugarse en varias plataformas con otras versiones lanzadas en otros sistemas. En cambio, la mayoría de los juegos con componentes en línea y desarrollados para múltiples plataformas generalmente usan funciones estándar de tipo TCP/IP para la comunicación entre los clientes de los jugadores, o entre un cliente y un servidor de juegos, anulando las diferencias intrínsecas entre plataformas de hardware.
Existen algunas limitaciones prácticas para el juego cruzado. En los juegos en los que la computadora o la consola del jugador actúa como servidor, las capacidades del hardware pueden imponer límites en la cantidad de jugadores que dicho servidor puede alojar y, por lo tanto, evitar el juego cruzado entre plataformas. El hardware también tiene un problema al considerar cuánto puede personalizar el jugador el juego en una computadora para que se ejecute a una velocidad de cuadros alta, mientras que las versiones de la consola están fijadas para ejecutarse con la experiencia óptima en la configuración de hardware ya establecida.
La limitación más común para admitir el juego multiplataforma desde la perspectiva de un desarrollador es la diferencia en los esquemas de control entre consolas y computadoras. En general, se considera que las computadoras con controles de teclado y mouse tienen una ventaja significativa en los juegos que requieren apuntar, como los videojuegos de disparos en primera persona o shooters, sobre los controladores analógicos para consolas. Luego, los juegos de consola se desarrollan posteriormente con características como la asistencia de puntería para compensar la falta de controles de precisión. En 2010, Rahul Sood, presidente de Voodoo PC, declaró que Microsoft había terminado el juego multiplataforma entre Xbox 360 y jugadores de computadora para un próximo juego, alegando que incluso los jugadores de consola expertos "siempre fueron destruidos" en partidos contra jugadores de computadora de habilidad mediocre debido a la diferencia entre el mando de consola y los controles de teclado y mouse, y por lo tanto esto sería visto como una vergüenza para Xbox 360. El director sénior de juegos informáticos y móviles de Microsoft, Kevin Unangst, respondió a este punto y afirmó que las pruebas internas de Microsoft encontraron que muchos de los problemas relacionados con la diferencia del esquema de control se pueden mitigar a través del diseño y el equilibrio de un juego. Blizzard Entertainment implementó el juego cruzado en su juego Overwatch para todas las consolas compatibles y en computadoras personales, pero debido a la ventaja que tienen los jugadores de teclado y mouse sobre los jugadores con mandos de consola, lo que afecta en gran medida el rendimiento en el juego de ritmo rápido, mantuvieron el modo competitivo del juego segregado en grupos de jugadores de consola y computadora. Cliff Bleszinski creía que el juego multiplataforma para su juego LawBreakers era un "sueño imposible", ya que anticipó que al colocar herramientas como la asistencia de puntería para ayudar a los jugadores de consola a emparejar a los jugadores de computadora, los jugadores de computadora se molestarían por la desventaja que esto introdujo, y la base de jugadores reaccionaría negativamente ante esto.
Proporcionar juego multiplataforma se considera un medio para mantener grande la base de jugadores de un juego, incluso varios meses después del lanzamiento.

## Historia
En general, el juego multiplataforma entre computadoras personales de diferentes sistemas operativos se habilita fácilmente mediante protocolos de comunicación estándar y solo requiere que el juego se transfiera adecuadamente a estos otros sistemas; la plataforma informática se considera muy abierta debido a esto. Aunque los servicios digitales en línea que funcionan en la computadora se han vuelto populares desde alrededor de 2010, estos sistemas generalmente permanecen abiertos, lo que brinda al desarrollador herramientas para aprovechar el juego multiplataforma. Por ejemplo, el servicio de juegos en línea de Valve, Steam, se creó inicialmente para computadoras con Windows, pero en 2010 se expandió a los sistemas OS X y en 2013 a Linux (incluido SteamOS personalizado de Valve). La API de Steamworks que se ofrece a los desarrolladores a través del servicio permite el juego multiplataforma para usar en estos diferentes sistemas operativos mientras aprovecha las características de amigos, comunicación y emparejamiento que ofrece Steam. Con la introducción de Epic Games Store, Epic Games lanzó su propio conjunto de herramientas de back-end para admitir la creación de redes para los juegos lanzados en la tienda. Aunque inicialmente los juegos tanto en Epic Games como en Steam no eran compatibles, Epic desarrolló y lanzó una API gratuita para admitir juegos multiplataforma para juegos lanzados en ambas tiendas en junio de 2022, con planes de expandir esto para juegos móviles y de consola.

### Con relación a las consolas
Antes de 2006, las consolas de hardware generalmente carecían de conexiones a Internet integradas, lo que a menudo requería un hardware especial para poder conectarse a Internet. Esto permitió que algunos juegos se implementaran como títulos multiplataforma. Los primeros intentos de juego multiplataforma incluyen a la Sega Dreamcast de 1998, que incluía un módem incorporado; Microsoft trabajó con Sega para proporcionar una versión de Windows CE a los desarrolladores para crear juegos multiplataforma entre Dreamcast y reproductores de Windows para juegos como 4x4 Evo, Maximum Pool, Quake 3 Arena y Phantasy Star Online. Sony lanzaría la PlayStation 2 en el año 2000, que cuenta con soporte para juegos en línea a través de un módem externo. El 13 de septiembre de 2001, Capcom vs. SNK 2 fue lanzado para la Dreamcast y PlayStation 2 en Japón. Las versiones japonesas del juego permiten a los jugadores de ambas plataformas competir entre sí en línea a través del servicio Multi-Matching de KDDI, lo que lo convierte en el primer título de juego que permite el juego cruzado entre consolas de juegos de fabricantes competidores. Square Enix introduciría el juego en línea entre usuarios de PlayStation 2 y Windows para Final Fantasy XI en 2002.
La introducción de consolas de juegos preparadas para Internet, como PlayStation 3 de Sony y Xbox de Microsoft, trajo servicios en línea que ayudan a administrar de manera segura las credenciales del jugador, las compras en tiendas digitales, las listas de amigos, la mensajería y otras funciones sociales, y el emparejamiento en línea para juegos de varios jugadores. Si bien brindan beneficios al jugador, estos servicios en línea también ayudan a la empresa administradora a mantener una experiencia consistente y atractiva para sus usuarios, asegurando que los juegos, las actualizaciones y otros contenidos cumplan con las restricciones de calidad y contenido deseables para atraer a nuevos jugadores a estas consolas. Históricamente, el juego multiplataforma con consolas ha sido muy limitado como resultado de estos servicios, y la capacidad de tener juegos de consola con juego cruzado se considera un "santo grial" dentro del sector de los videojuegos.
Un desafío técnico al que se enfrenta el juego multiplataforma basado en consola es la comunicación en red entre plataformas, gestionando los diferentes protocolos utilizados por cada servicio. Sin embargo, las limitaciones técnicas se pueden superar, con al menos tres desarrolladores afirmando que podrían habilitar el juego multiplataforma dentro de un día una vez que se les permitiera hacerlo. Un "problema de configuración" permitió brevemente que los jugadores de computadora, PlayStation 4 y Xbox One jugaran juntos en el juego cooperativo en línea Fortnite a mediados de septiembre de 2017. Esta no era una característica esperada del juego, como se citaba en las especificaciones del juego en ese momento. Si bien Epic Games corrigió la configuración y afirmó que se trataba de un error, las breves situaciones demostraron que se pueden superar las barreras técnicas para el juego multiplataforma. Más tarde, en marzo de 2018, Epic anunció planes para tomar el título derivado, Fortnite Battle Royale Windows, PlayStation 4, Xbox One y dispositivos móviles, con juego multiplataforma habilitado entre computadora, PlayStation 4 y dispositivos móviles, y computadora, Xbox One, Nintendo Switch y móvil.
Una vez que se pueden superar estos desafíos técnicos, el principal factor limitante para el juego multiplataforma han sido los términos de servicio y la política de uso aceptable que los desarrolladores y jugadores deben cumplir al usar los servicios en línea de las consolas. Shuhei Yoshida de Sony, al discutir la posibilidad de juego multiplataforma entre las plataformas PlayStation y Xbox, señaló que "el aspecto técnico podría ser el más fácil" de superar en comparación con las cuestiones relacionadas con la política y los negocios. Algunos servicios en línea tienen restricciones en el contenido relacionado con la edad que impiden que ciertos juegos usen el juego multiplataforma o deshabilitan ciertas funciones para permitirlo; Dave Hagewood, un desarrollador principal de Rocket League, señaló que tenían que lanzar su juego, el cual admite el juego multiplataforma entre las versiones de Windows y PlayStation 4, sin la capacidad de que los jugadores se comuniquen entre sistemas debido a las regulaciones de contenido que impone Sony. Posteriormente, pudieron parchear los filtros para permitir estas comunicaciones bajo el servicio de Sony. Valve tuvo que abandonar la versión de PlayStation 3 y el juego multiplataforma de computadora de su Counter-Strike: Global Offensive de 2012 justo antes del lanzamiento, ya que querían la capacidad de parchear el juego con frecuencia, lo que estaría limitado por el proceso de certificación de Sony en el sistema PlayStation. De manera similar, intentaron llevar Steamworks a Xbox 360 para este juego, pero también descubrieron que las políticas de certificación de Microsoft eran demasiado restrictivas para las actualizaciones frecuentes.
Por mucho tiempo, los fabricantes de consolas han trabajado de manera proactiva para proteger la exclusividad de un juego en su sistema de otros competidores de consolas, esto puede ser visto como una clara desventaja si se desea que en algún videojuego se pueda jugar cruzado. Algunos periodistas han postulado que los fabricantes de consolas han restringido el juego multiplataforma para asegurar que los jugadores permanezcan en su plataforma para juegos futuros. Kyle Orland de Ars Technica dijo que si un jugador quiere seguir jugando juegos nuevos con amigos, la falta de juegos multiplataforma les obliga a seguir comprando los juegos nuevos para esa plataforma de consola, creando "poderosos efectos de red". Alex Perry de Mic señaló de manera similar que la falta de juego cruzado puede llevar a un jugador a tratar de empujar e influenciar a sus amigos y conocidos para que usen la misma consola y puedan jugar juntos, lo que aumenta las ventas de dicha fabricante de consolas.

#### Microsoft
Microsoft ha explorado el juego multiplataforma entre sus consolas Xbox y los jugadores en máquinas Windows utilizan servicios bajo su competencia. Microsoft desarrolló la interfaz Games for Windows – Live en parte para trabajar con los servicios de Xbox Live para que así se pudiera lanzar el juego multiplataforma. El primer título de este tipo lanzado fue Shadowrun (2007). Microsoft se ha esforzado aún más con las características de juego multiplataforma a través de la introducción de Xbox One y el sistema operativo Windows 10 para computadoras personales. Anunciado durante la Game Developers Conference de marzo de 2015, Windows 10 integra los servicios de Xbox Live directamente e incluye tecnología para admitir la función de juego multiplataforma que permite, entre otras funciones, la posibilidad de que los usuarios de las consolas Xbox One y Windows 10 jueguen juntos. Microsoft anunció juegos que admitirían el juego multiplataforma, incluidos Gigantic y Fable Legends. Los problemas relacionados con los diferentes esquemas de control siguen siendo un factor limitante; El jefe de publicaciones de Microsoft, Shannon Loftis, dijo que algunos juegos, como los juegos de carreras, no se traducen bien en títulos multiplataforma debido a las diferencias en el sistema de control. Uno de esos títulos es Killer Instinct, lanzado originalmente para Xbox One en 2013, y con una versión de Windows 10 lanzada en 2016 que admite el juego multiplataforma. En la Electronic Entertainment Expo 2016, Microsoft anunció el programa Xbox Play Anywhere para los próximos juegos que permite a los usuarios comprar el título para Xbox One o Windows 10 y poder jugarlo en la otra plataforma sin tener que volver a comprar el título para ese sistema. Esto también mejora aún más la integración de los servicios de Xbox Live en Windows 10, lo que permite que más títulos admitan el juego multiplataforma. Los títulos iniciales lanzados bajo este programa incluyen Gears of War 4 y Forza Horizon 3.
En marzo de 2016, Microsoft anunció una nueva iniciativa para abrir Xbox One al juego multiplataforma para usuarios de Windows sin el uso de los servicios de Xbox Live. El primer juego bajo esta iniciativa fue Rocket League, que permitía a los usuarios usar la versión habilitada para Steam para jugar con los de Xbox Live, empezando en mayo de 2016, Microsoft extendió esta invitación a cualquier otro servicio en línea, incluidos Steam y Nintendo Switch, con el vicepresidente de la división Xbox de Microsoft, Mike Ybarra, afirmando que "se trata más de la elección del jugador, más de hacer que una IP en nuestra plataforma dure más. No me importa dónde jueguen, solo quiero que la gente se divierta jugando porque eso es mejor para la industria".
Por separado, Microsoft permite el juego cruzado entre Xbox 360 y Xbox One para los juegos de Xbox 360 compatibles con el juego en línea que fueron creados para ser compatibles con versiones anteriores en Xbox One.

#### Nintendo
Las consolas de Nintendo generalmente no admiten el juego multiplataforma, ya que se consideraban una plataforma "cerrada", aunque algunos juegos lanzados para Nintendo incluían el juego cruzado entre sus propias consolas, por ejemplo, Final Fantasy Crystal Chronicles: Echoes of Time en Wii y DS. Dragon Quest X para Wii, Wii U, Windows, Android, iOS y 3DS, Pure Chess en Wii U y 3DS, y Monster Hunter 3 Ultimate y Monster Hunter Generations Ultimate, que cuentan con multijugador multiplataforma entre 3DS/Wii U y 3DS/Switch, respectivamente. Super Smash Bros. para Nintendo 3DS y Wii U fue un ejemplo particularmente destacado de funcionalidad similar al juego multiplataforma entre las versiones de 3DS y Wii U. Aunque la misma instancia de juego completa no se ejecutó explícitamente en tándem en ambos sistemas simultáneamente debido a las diferentes listas de etapas de las dos versiones, los propietarios de la versión 3DS podían usar su sistema Nintendo 3DS como controlador y pantalla de puntuación auxiliar para partidos en la versión Wii U y los jugadores pueden usar su equipo adquirido y las cargas guardadas de cualquier versión en la otra. Más recientemente, Nintendo ha buscado ganarse el favor de los desarrolladores independientes y, como parte de esto, ha permitido que algunos títulos incluyan soporte de juego multiplataforma, siendo el primero Pure Chess y Knytt Underground en 2013, que admiten el juego multiplataforma entre los Wii U, Nintendo 3DS y sistemas móviles.
Con el lanzamiento de la consola Nintendo Switch en marzo de 2017, Nintendo ha adoptado una ruta más abierta para los desarrolladores que utilizan conjuntos de herramientas y motores de juegos existentes, lo que les facilita la compatibilidad con el juego multiplataforma. Durante la Electronic Entertainment Expo 2017 en junio de ese año, Nintendo anunció que admitiría el juego multiplataforma entre las versiones de PC y Xbox One de Rocket League y Minecraft en Switch. Según el director de comunicaciones corporativas de Nintendo de America, Charlie Scibetta, la compañía está "tratando de ser más flexible y atraer a más personas" al permitir el juego multiplataforma, particularmente en los casos en que el desarrollador quiere seguirlo.

#### Sony
En abril de 2011, Valve trabajó con Sony para crear una versión de Steam para operar en PlayStation 3 que permitía el juego multiplataforma para sus juegos, incluido Portal 2, con usuarios de computadoras. Con la introducción de la PlayStation 4, Sony proporcionó características que permitieron el juego multiplataforma entre ella, la PlayStation 3 y la PlayStation Vita, siendo Helldivers el primer título compatible con esto. En 2013, el MMORPG basado en suscripción paga Final Fantasy XIV A Realm Reborn se lanzó en PlayStation 3, PC, MAC, Steam. Con todos los jugadores pudiendo jugar juntos en cualquier servidor desde la plataforma de su elección. Más tarde, PlayStation 4 también adoptó este formato para FFXIV ARR, lo que ha llevado a más de 16 millones de descargas, 3 expansiones y una base de jugadores activos que superó el MMORPG de suscripción solo para PC World of Warcraft en suscripciones de jugadores activos con el lanzamiento de la tercera expansión de FFXIV ARR "Shadowbringers" para PC y PS4 el 2 de julio de 2019. Este éxito ha demostrado a Sony el verdadero potencial de los juegos multiplataforma a largo plazo.
Si bien Sony continuó ofreciendo juegos multiplataforma entre PlayStation 4 y sistemas informáticos, la empresa inicialmente se mostró reacia a permitir el juego cruzado con otras consolas durante los primeros cinco años de disponibilidad de PS4. Siguiendo el plan de Microsoft para Rocket League, la compañía también invitó a otras redes en línea a participar. Sony respondió diciendo que están abiertos a tener discusiones sobre el juego multiplataforma a la luz de esta invitación. Yoshida señaló que si bien la conexión de las redes de PlayStation a la computadora es sencilla dada la apertura de la plataforma de la computadora, la conexión a la plataforma Xbox requiere que piensen en la naturaleza de conectar dos sistemas cerrados. Yoshida consideró que el desafío principal estaría relacionado con las políticas y los negocios en lugar de cualquier desafío técnico, pero está abierto a trabajar en el juego multiplataforma por juego. Al menos tres desarrolladores, Psyonix (Rocket League), CD Projekt (Gwent: The Witcher Card Game) y Studio Wildcard (Ark: Survival Evolved) declararon que han cumplido con todos los requisitos técnicos para permitir el juego multiplataforma entre Xbox One y PS4, y podría activarlos a las pocas horas de recibir la autorización formal de Sony. Todd Howard de Bethesda Game Studios dijo que si bien querían tener un juego multiplataforma para su próximo título en línea, Fallout 76, no pueden ofrecerlo porque "Sony no es tan útil como a todos les gustaría". Además, Bethesda declaró que solo planearán lanzar el juego de cartas The Elder Scrolls: Legends para plataformas de consola que admitan completamente el juego multiplataforma con computadoras y dispositivos móviles.
Otras preocupaciones sobre la renuencia de Sony a participar con otras consolas surgieron después de los anuncios del E3 2017 sobre el juego multiplataforma con Rocket League y Minecraft. El jefe de marketing global de PlayStation, Jim Ryan, dijo que si bien están "abiertos a conversaciones con cualquier desarrollador o editor que quiera hablar sobre eso", su decisión de no participar en estos juegos fue "una discusión comercial entre nosotros y otras partes interesadas". Ryan citó que Sony necesitaba "ser consciente de nuestra responsabilidad con nuestra base de instalación", considerar la cantidad de jugadores más jóvenes que usan sus servicios y la incapacidad de controlar el contenido que podría provenir de otras plataformas que no tienen restricciones de contenido. Microsoft ha dicho que ha estado en conversaciones con Sony para ayudarlos a tener compatibilidad de juego multiplataforma, aunque no está de acuerdo con las preocupaciones de seguridad de Sony, ya que Microsoft dice que ha tomado medidas similares a las de Sony para garantizar que funciones como fuertes controles parentales estén presentes en su servicio de Xbox Live. Phil Spencer de Microsoft dijo en una entrevista de octubre de 2017 que Microsoft y Sony han estado en conversaciones frecuentes para permitir el juego multiplataforma, pero Sony sigue siendo muy cauteloso; él no lo consideró una "causa perdida", aunque le dijo a Sony: "Creo que algunas de las razones fundamentales y ciertos escenarios, realmente no van a desaparecer".
Documentos revelados en Epic Games v. El caso de Apple en 2021 reveló que Epic Games se había acercado a Sony en los meses previos al E3 2018 en junio para alentarlos a admitir el juego multiplataforma para Fortnite Battle Royale, con Epic proponiendo una solución que haría que pareciera una solución beneficiosa para ambas compañías cuando lo anunciaron en el E3; Epic gana la base de jugadores en PlayStation y Sony tiene potencialmente uno de los mayores éxitos de juegos en su plataforma. Sony rechazó esto porque declaró en respuesta a Epic, "muchas compañías están explorando esta idea y ninguna puede explicar cómo el juego entre consolas mejora el negocio de PlayStation".
Con el lanzamiento de Fortnite Battle Royale en Nintendo Switch durante el E3 2018, el enfoque de Sony para el juego multiplataforma generó más críticas. El juego admite el juego multiplataforma en computadoras personales, Xbox One y dispositivos móviles, y los jugadores normalmente pueden usar una sola cuenta de Epic Games, la cual puede estar vinculada a una cuenta específica de la plataforma, para transferir el progreso y las compras entre cualquiera de esas plataformas; la versión de Nintendo Switch también funciona de la misma manera. Sin embargo, los jugadores descubrieron que si su cuenta de Epic Games estaba vinculada a una cuenta de PlayStation Network, no podían usar ese perfil en Switch u otras versiones del juego, lo que les obligaba a crear una nueva cuenta de Epic o desvincular su cuenta de PlayStation Network. de su cuenta de Epic, lo que restablece por completo el progreso del jugador. La versión de PlayStation 4 también se mantuvo limitada al permitir que sus jugadores solo jugaran entre plataformas con computadoras personales y dispositivos móviles y no con las versiones de Nintendo Switch o Xbox One. Nintendo afirmó que esta fue una decisión tomada por Sony, ya que, de lo contrario, querrían estar abiertos a todas las formas de juego multiplataforma. Muchos jugadores e incluso periodistas de videojuegos acusaron a Sony de forzar las restricciones para evitar que los jugadores de PlayStation 4 jueguen en otras plataformas. Sony declaró en respuesta que todavía están abiertos a lo que los jugadores querían y que "Con... más de 80 millones de usuarios activos mensuales en PlayStation Network, hemos creado una gran comunidad de jugadores que pueden jugar juntos en Fortnite y todos los titulos en línea". Los periodistas interpretaron la reacción de Sony como un mensaje de Sony de que proporcionar juegos multiplataforma en otras consolas sería una amenaza para el dominio del mercado de PlayStation 4, que en ese momento, tenía la mayor cantidad de usuarios en comparación con Xbox One o Nintendo Switch. John Smedley, expresidente de Sony Online Entertainment (ahora Daybreak Game Company), declaró que durante su tiempo con Sony, la razón que le dieron los ejecutivos para rechazar el soporte de juego multiplataforma fue simplemente un motivo financiero, afirmando que "no les gustaba que alguien compre algo en una Xbox y lo use en una Playstation". Las acciones de Sony cayeron aproximadamente un 2% en los días posteriores a este evento, en gran parte debido a la indignación de la gran base de jugadores de Fortnite.
A fines de junio de 2018, Shawn Layden de Sony le dijo a Eurogamer que la compañía está evaluando su postura sobre el juego multiplataforma luego de los problemas de Fortnite. Layden dijo: "Lo estamos escuchando. Estamos viendo muchas de las posibilidades. Puedes imaginar que las circunstancias que rodean eso afectan mucho más que a un solo juego. Estoy seguro de que llegaremos a una solución que será entendida y aceptada por nuestra comunidad de jugadores, mientras que al mismo tiempo respaldará nuestro negocio". Yoshida reiteró que su decisión de no permitir el juego cruzado es para mantener la calidad de la experiencia del usuario de PlayStation y afirmó: "En multiplataforma, nuestra forma de pensar siempre es que PlayStation es el mejor lugar para jugar. Fortnite, creo, asociado con PlayStation 4 es la mejor experiencia para los usuarios, esa es nuestra creencia".
Unos meses después, el 26 de septiembre de 2018, Sony anunció que permitiría el juego multiplataforma en PlayStation 4 para "contenido seleccionado de terceros", comenzando con Fortnite ese día. Sony declaró que la decisión de permitir el juego multiplataforma fue "un cambio de política importante" y que su objetivo "sigue siendo adoptar una postura más abierta con soporte multiplataforma que esté alineado con nuestra misión de ofrecer la mejor experiencia al consumidor". Layden, hablando en un podcast después de que se anunciara este cambio, sabía que el juego multiplataforma era una gran demanda de los jugadores de PlayStation 4, pero describió el juego multiplataforma como un "tipo de atributo o característica muy multidimensional" que requería que Sony mire cómo implementar esto desde un punto de vista técnico, comercial y de servicio al cliente. Layden afirmó que le tomó más tiempo llegar a este punto de lo que le hubiera gustado cumplir con estos requisitos. Sin embargo, como se reveló en la prueba de Epic con Apple, Sony aún requería que Epic pagara tarifas de regalías adicionales por esta función para Fortnite para "compensar la reducción en los ingresos" que Sony creía que ocurriría con el juego multiplataforma.
Con su éxito en lograr el soporte de juego multiplataforma a través de las siete plataformas principales (Windows, macOS, iOS, Android, PlayStation, Xbox y Nintendo Switch), Epic ofreció sus herramientas de soporte de desarrollo multiplataforma de forma gratuita. Pronto siguió Rocket League, con una opción beta de juego multiplataforma agregada a todas las versiones en enero de 2019. Dauntless se lanzó en forma de acceso anticipado en mayo de 2019 para PlayStation 4 y Xbox One, uniéndose a la versión existente de Windows, y es el primer juego que se lanza con soporte de juego multiplataforma en Windows, Xbox One y PlayStation 4.
Según el CEO de Sony Interactive Entertainment, Jim Ryan, en una entrevista con Wired, Sony ha dejado su etapa beta para el juego multiplataforma y lo ha abierto a cualquier desarrollador que pueda admitirlo a partir de octubre de 2019. En una entrevista de 2021 con Axios, Ryan declaró que para Sony, "Apoyamos y fomentamos el juego cruzado".

#### A partir de 2020
En mayo de 2020, Epic Games lanzó un SDK gratuito, sus servicios online, que permiten a los desarrolladores aprovechar su trabajo anterior en el juego multiplataforma para respaldar el emparejamiento, la lista de amigos, los logros y otras funciones en sus juegos, compatibles con computadoras, con consolas tales como PlayStation 4, Xbox One, Nintendo Switch, y con dispositivos móviles como iOS y Android.

### En relación con los dispositivos móviles
En general, los juegos en dispositivos móviles, aunque utilizan los sistemas operativos iOS, Android o Windows Mobile, no son compatibles con el juego multiplataforma. Los juegos móviles se desarrollan teniendo en cuenta las limitaciones de velocidad de conexión de las redes celulares y, por lo tanto, la mayoría de los juegos multijugador suelen ser juegos de estrategia por turnos en lugar de juegos de acción en tiempo real. Muchos juegos multijugador para dispositivos móviles son asincrónicos, donde los jugadores completan turnos o acciones individualmente, estas acciones se envían a los servicios centrales y se envían a los otros jugadores que pueden verse afectados por dichas acciones.
Hay juegos móviles que cuentan con juegos sincrónicos multiplataforma, que normalmente utilizan servicios centralizados para normalizar las opciones de plataforma. Un ejemplo es Hearthstone, que permite a los jugadores móviles desafiar a los jugadores en cualquier otra plataforma en la que se haya lanzado el juego, incluidas las computadoras. Microsoft introdujo Realms del lado del servidor en junio de 2016 para permitir que los jugadores de Minecraft en dispositivos Windows, iOS y Android jueguen juntos, con Xbox One listo para ser incluido en 2017 y eventualmente soporte para hardware de realidad virtual. La edición Bedrock de Minecraft unifica el juego en las versiones de Windows 10, móvil, Xbox One y Nintendo Switch, con el juego multiplataforma de PlayStation 4 agregado en diciembre de 2019, mientras que las versiones móviles de Fortnite Battle Royale se crearon con Juego multiplataforma con ordenadores y consolas.
El SDK de servicios en línea de Epic mencionado previamente permite a los desarrolladores integrar fácilmente el juego multiplataforma en clientes móviles utilizando la tecnología de back-end establecida por Epic.

### Otros hardwares
CCP Games anunció que planea habilitar el juego multiplataforma para su título de realidad virtual (VR), Eve: Valkyrie, entre los tres principales sistemas de VR: Oculus Rift, HTC Vive y PlayStation VR.